# Hyundai Steel Red Angels
Maillots
Actualités
Le Incheon Hyundai Steel Red Angels Women's Football Club (en hangul: 인천 현대제철 레드엔젤스 여자축구단), plus couramment abrégé en Incheon Red Angels, est une franchise féminine sud-coréenne de football fondée en 1993 et basée dans la ville d'Incheon.
Le club joue actuellement en WK-League, la première division féminine sud-coréenne.

## Histoire
Créé en 1993, le club fait partie des fondateurs de la WK-League en 2009. Dès la saison inaugurale, le club se qualifie pour la finale, où il échoue contre les Daekyo Kangaroos. En 2010, les Red Angels terminent pour la première fois la saison régulière en première position, mais perdent à nouveau en finale, cette fois contre le Suwon FMC. Après deux nouveaux échecs en finale face aux Daekyo Kangaroos, le club remporte sa première WK-League en 2013 en battant les Seoul City Amazones.
Si les finales sont parfois très serrées, comme celle de 2015 où les Red Angels égalisent dans le temps additionnel de la prolongation face à Daekyo avant de remporter les tirs au but, le club d'Incheon remporte huit titres consécutifs entre 2013 et 2020, devenant le club le plus titré de WK-League. Les Red Angels ont joué toutes les finales de l'histoire de la WK-League.
En 2019, après une finale remportée 1-0 face à Suwon, les Red Angels remportent leur 7e titre consécutif et se qualifient pour la première édition de l'AFC Championship. Les Sud-Coréennes accueillent le tournoi et battent le Melbourne Victory 4-0 pour le premier match de l'histoire de la compétition, mais terminent à la troisième place, derrière le Nippon TV Beleza et le Jiangsu Suning.
L'entraîneur du club, Choi In-cheul, est accusé de violences physiques et verbales envers ses joueuses, alors qu'il venait d'être nommé sélectionneur de l'équipe nationale.
Lors de la saison 2023, Incheon doit attendre la dernière journée de championnat pour finir premier de la saison régulière. Les Red Angels profitent de faux pas de leurs concurrentes directes, le Hwacheon KSPO et le Suwon FC, pour les dépasser.
En 2024 cependant, Incheon fait une deuxième partie de saison régulière catastrophque, terminant par trois défaites consécutives, termine quatrième et manque la qualification pour les play-offs. C'est la fin dune série de onze titres consécutifs pour le club.

## Palmarès
| Compétitions nationales |
| --- |
| - WK-League (11) : - Vainqueur : 2013, 2014, 2015, 2016, 2017, 2018, 2019 2020, 2021, 2022 et 2023. - Finaliste : 2009, 2010, 2011 et 2012. - 1er de la saison régulière : 2010, 2013, 2014, 2015, 2016, 2017, 2018, 2019, 2020 et 2021. - AFC Championship : - Finaliste : 2023 - 3e place : 2019. |

## Personnalités notables

### Anciennes joueuses
- Bia Zaneratto
- Cho So-hyun
- Lee Young-ju
- Fuka Nagano